# L'orfanella di Messina
L'orfanella di Messina è un cortometraggio muto italiano del 1909 diretto da Giovanni Vitrotti.

## Trama
Nel 1908 un violentissimo terremoto colpisce la città di Messina. Due genitori perdono la loro figlioletta di 10 anni che muore per malattia. Il fantasma della bambina gli appare durante la notte e gli mostra una scena dove una bambina viene salvata dalle macerie. I due allora, colpiti dall'immagine trovano un'orfanella e la adottano come figlia loro.